# Policy of Truth
Policy of Truth is een nummer van de Britse band Depeche Mode uit 1990. Het is de derde single van hun zevende studioalbum Violator.
Het nummer werd een hit in Europa. In het Verenigd Koninkrijk haalde het een bescheiden 16e positie. In Nederland kwam het niet hoger dan een 14e plek in de Tipparade, maar in de Vlaamse Radio 2 Top 30 deed "Policy of Truth" het wel aardig met een 21e positie.